# Orrszarvú pelikán

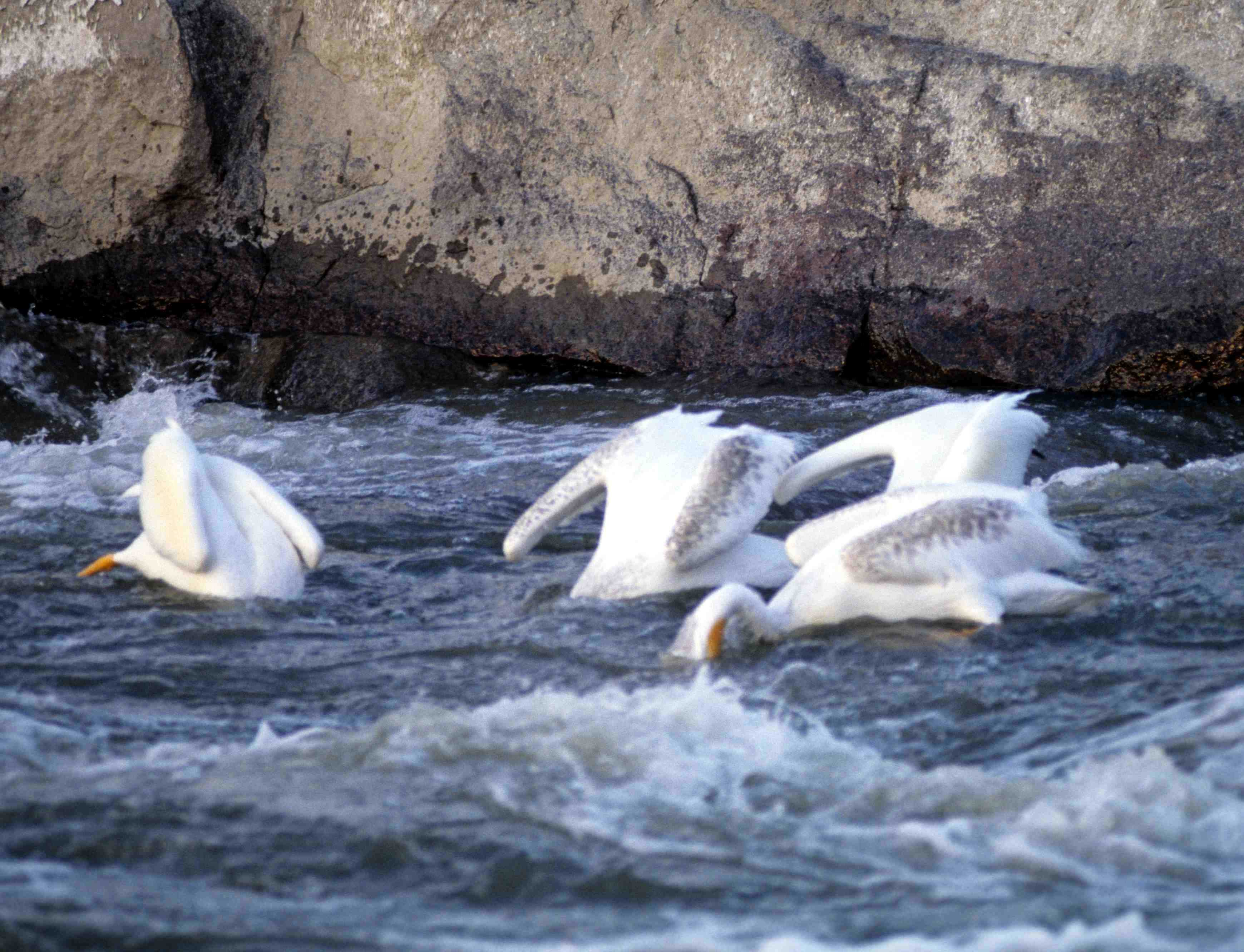
Csapatban halászik

Az orrszarvú pelikán avagy amerikai fehér pelikán (Pelecanus erythrorhynchos) a madarak (Aves) osztályának gödényalakúak (Pelecaniformes) rendjébe, ezen belül a gödényfélék (Pelecanidae) családjába tartozó faj.

## Elterjedése
Észak- és Közép-Amerikában honos. Tavak és brakkvizek mellett él.

## Megjelenése, felépítése
A gödény legfeltűnőbb ismertetőjegye a hatalmas, felülről lapított csőr. Az alsó csőrkáváról alácsüngő torokzsákba tíz liter vizet is felvehet. Szárnyának fesztávolsága 3 méter. Nevét a csőrén lévő kinövésekről kapta.
|  |

## Életmódja, élőhelye
Túlnyomórészt halakat eszik.

### Szaporodása
Fészekalja 2-3 tojás, amelyeken 30 napig kotlik.

## Rokon fajok
Európában a rózsás gödény és a borzas gödény él.